# Fonds Hélène et Édouard Leclerc pour la culture
Le fonds Hélène et Édouard Leclerc pour la culture est un fonds privé de dotations d'art contemporain français installé à Landerneau, près de Brest, dans le département du Finistère, en Bretagne. Il a pour but principal de financer des expositions accessibles au plus grand nombre et portant sur l'art moderne et contemporain.

## Histoire
C'est sur le site de l'ancien couvent des Capucins - construit au XVIIe siècle - et sur lequel était implanté le premier hypermarché Leclerc jusqu'en 1986, qu'Édouard Leclerc et son épouse Hélène décident de créer un espace consacré à l'art contemporain. Le fonds est créé en 2011 et présidé par Michel-Édouard Leclerc, fils des fondateurs. Il est inauguré le 23 juin 2012, en présence d'Hélène Leclerc, de l'ancien ministre de la Culture Jean-Jacques Aillagon, et présente sa première exposition, consacrée à l'artiste Gérard Fromanger également présent,.

## Le site
En 1986, l'hypermarché Leclerc situé dans la grande halle construite au nord-ouest de l'ancien couvent des Capucins ferme pour cause d'exigüité. Un centre Leclerc plus vaste vient d'ouvrir en périphérie de la ville. Enfin, le classement du couvent des Capucins jouxtant la halle au titre de monument historique (en 1970) rend difficile toute modification profonde du lieu. C'est alors que germe dans l'esprit du couple Leclerc l'idée de valoriser ce lieu emblématique de Landerneau ; les murs extérieurs de l'ancien hypermarché (XXe siècle) sont ainsi montés en pierre de Logonna (un microgranite ocre-blond), et le toit couvert en ardoises. Les anciens bureaux, la cour et la chapelle, qui datent du XVIIe siècle, sont pareillement réhabilités. Avec la volonté dans les années 2000 de constituer un fonds à vocation culturelle, l'ancienne halle de 1 600 m2 fait l'objet de nombreux aménagements muséographiques, ce qui laisse quelque 1 200 m2 de surface disponible pour les expositions.

## Une vocation pédagogique
Le fonds a pour vocation d'ouvrir les portes de l'art contemporain au plus grand nombre, notamment aux scolaires. Quelque 125 000 visiteurs se sont déplacés pour l'exposition consacrée à Joan Miró, en 2013, et quelque 140 000 pour voir les œuvres de Giacometti en 2015. Les expositions font également l'objet d'une publication, aux éditions Textuel au départ, puis le fonds crée sa propre maison d'édition .

## La mise en place d'un mécénat
Le fonds Hélène et Édouard Leclerc pour la culture fonctionne exclusivement grâce à des financements privés émanant de quelque 500 contributeurs environ.
En 2014, le fonds finance la restauration de la sculpture de Giacometti Femmes de Venise (1956), en vue de sa présentation à l'exposition consacrée à l'artiste à Landerneau en 2015.

## Expositions
Les expositions présentées sont au nombre de deux par an depuis 2012.
- Gérard Fromanger - Périodisation 1962-2012, du 24 juin au 28 octobre 2012.
- Yann Kersalé - A des Nuits Lumière, La ville / La nuit / La mer, du 15 décembre 2012 au 19 mai 2013.
- Joan Miró - L'Arlequin artificier, du 16 juin au 3 novembre 2013.
- Métal hurlant, (À suivre) : 1975-1997, La Bande Dessinée fait sa Révolution, du 15 décembre 2013 au 11 mai 2014.
- Dubuffet, L'Insoumis, du 22 juin au 2 novembre 2014.
- Jacques Monory, du 14 décembre 2014 au 17 mai 2015.
- Giacometti, du 14 juin au 31 octobre 2015[13].
- Mattotti - Infini, du 6 décembre 2015 au 6 mars 2016[14].
- LA 3E SCÈNE de l'Opéra national de Paris, du 10 avril au 16 mai 2016.
- Chagall - De la Poésie à la Peinture, du 26 juin au 1er novembre 2016[15].
- Hartung et les peintres lyriques, du 11 décembre 2016 au 17 avril 2017.
- Picasso, du 25 juin au 1er novembre 2017.
- Libres Figurations - Années 80, du 10 décembre 2017 au 2 avril 2018.
- Henry Moore, du 10 juin au 4 novembre 2018.
- Mitchell | Riopelle - Un couple dans la démesure, du 16 décembre 2018 au 22 avril 2019.
- Cabinets de curiosités, du 23 juin au 3 novembre 2019.
- Veličković, du 15 décembre 2019 au 26 avril 2020.
- Enki Bilal, du 18 juillet 2020 au 29 août 2021.
- Françoise Pétrovitch, du 17 octobre 2021 au 3 avril 2022.
- Ernest Pignon-Ernest, du 12 juin 2022 au 15 janvier 2023.
- Sur les traces de Tolkien et de l’imaginaire médiéval - Peintures et dessins de John Howe, du 25 juin 2023 au 28 janvier 2024.
- Henri Cartier-Bresson,  à partir du 15 juin 2024 jusqu'au 5 janvier 2025.

### Expositions à venir
- Animal !?, du 14 juin au 2 novembre 2025.

### Expositions hors les murs
- Nicolas de Crécy, du 5 mars au 31 août 2016, (au Quartier, centre d'art contemporain de Quimper).
- Mattotti - Sconfini, du 28 octobre 2016 au 19 mars 2017, (à la Villa Manin, centre d'art contemporain à Passariano Di Codroipo).
- Révolution bande dessinée, du 17 mars au 11 juin 2017, (au musée La Boverie, à Liège).
- Nicolas de Crécy - Le Manchot mélomane, du 21 avril au 14 mai 2017, (à l'occasion du PULP Festival à la Ferme du Buisson, Noisiel, centre d'art de Marne-la-Vallée).
- Philippe Druillet - La Nuit transfigurée, du 6 au 21 avril 2018, (à l'occasion du PULP Festival à la Ferme du Buisson, Noisiel, centre d'art de Marne-la-Vallée).
- Empreintes graphiques - Le 9ème art en estampe, du 5 au 28 avril 2019, (à l'occasion du PULP Festival à la Ferme du Buisson, Noisiel, centre d'art de Marne-la-Vallée).
- Lorenzo Mattotti - Variations Mattotti, du 24 avril au 17 mai 2020, (à l'occasion du PULP Festival à la Ferme du Buisson, Noisiel, centre d'art de Marne-la-Vallée).
- Lorenzo Mattotti - Obsessions, du 9 avril au 12 mai 2021, (à l'occasion du PULP Festival à la Ferme du Buisson, Noisiel, centre d'art de Marne-la-Vallée).
- Libres Figurations - Années 80, du 11 juin 2021 au 2 janvier 2022, (au Musée des Beaux-Arts et à la Cité de la dentelle et de la mode, à Calais).
- Lorenzo Mattotti - Obsessions, du 8 avril au 15 mai 2022, (à l'occasion du PULP Festival à la Ferme du Buisson, Noisiel, centre d'art de Marne-la-Vallée)[16].
- Françoise Pétrovitch, Derrière les paupières, du 18 octobre 2022 au 29 janvier 2023, (à la BnF François-Mitterrand, galerie 1, Paris).
- La BD à tous les étages, du 29 mai 2023 au 4 novembre 2024, (au Centre Pompidou, Paris).

## Publications

### Éditions Fonds Hélène et Édouard Leclerc pour la culture
- Métal hurlant 1975-1987 (A suivre) 1978-1997 La bande dessinée fait sa révolution..., Éditions Fonds Hélène et Édouard Leclerc pour la culture, 2013  (ISBN 978-2-9546155-0-9) ;
- Dubuffet L'insoumis, Éditions Fonds Hélène et Édouard Leclerc pour la culture, 2014,  (ISBN 978-2-9546155-2-3) ;
- Jacques Monory, Éditions Fonds Hélène et Édouard Leclerc pour la culture, 2014,  (ISBN 978-2-9546155-3-0) ;
- Alberto Giacometti, Éditions Fonds Hélène et Édouard Leclerc pour la culture, 2015  (ISBN 978-2-9546155-4-7) ;
- Mattotti Infini, Éditions Fonds Hélène et Édouard Leclerc pour la culture, 2015,  (ISBN 978-2-9546155-5-4) ;
- Chagall De la poésie à la peinture, Éditions Fonds Hélène et Édouard Leclerc pour la culture, 2016,  (ISBN 978-2-9546155-9-2) ;
- 3e Scène, Opéra National De Paris, Éditions Fonds Hélène et Édouard Leclerc pour la culture, 2016,  (ISBN 978-2-9546155-6-1) ;
- Hartung et les peintres lyriques, Éditions Fonds Hélène et Édouard Leclerc pour la culture, 2016,  (ISBN 979-10-96209-00-2) ;
- Picasso, Éditions Fonds Hélène et Édouard Leclerc pour la culture, 2017,  (ISBN 979-10-96209-01-9) ;
- Libres figurations Années 80, Éditions Fonds Hélène et Édouard Leclerc pour la culture, 2017,  (ISBN 979-10-96209-02-6) ;
- Henry Moore, Éditions Fonds Hélène et Édouard Leclerc pour la culture, 2018,  (ISBN 979-10-96209-03-3) ;
- Cabinets de curiosités, Éditions Fonds Hélène et Édouard Leclerc pour la culture, 2019,  (ISBN 979-10-96209-05-7) ;
- Veličković Le grand style et le tragique, Éditions Fonds Hélène et Édouard Leclerc pour la culture, 2019,  (ISBN 979-10-96209-07-1) ;
- Enki Bilal, Éditions Fonds Hélène et Édouard Leclerc pour la culture, 2020,  (ISBN 979-10-96209-10-1) ;
- Francoise Pétrovitch, Éditions Fonds Hélène et Édouard Leclerc pour la culture, 2021,  (ISBN 979-10-96209-09-5) ;
- Ernest Pignon-Ernest, Éditions Fonds Hélène et Édouard Leclerc pour la culture, 2022,  (ISBN 979-10-96209-12-5) ;
- Sur les traces de Tolkien et de l'imaginaire médieval, Éditions Fonds Hélène et Édouard Leclerc pour la culture, 2023,  (ISBN 979-10-96209-14-9) ;
- Henri Cartier-Bresson, Éditions Fonds Hélène et Édouard Leclerc pour la culture, 2024,  (ISBN 979-10-96209-17-0).

### Autres éditeurs
- Gérard Fromanger Périodisation 1962-2012, Éditions Textuel, 2012,  (ISBN 978-2-84597-448-7) ;
- Yann Kersalé - A des Nuits Lumière, La ville / La nuit / La mer, Éditions Textuel, 2013,  (ISBN 978-2-84597-460-9) ;
- Joan Miró - L'Arlequin artificier, Éditions Textuel, 2013,  (ISBN 978-2-84597-469-2) ;
- Mitchell | Riopelle - Un couple dans la démesure/Nothing in moderation, 5 Continents Éditions, 2017,  (ISBN 978-88-7439-791-4) ;
- Le roman d'une fondation, Marie-Pierre Bathany, Michel-Edouard Leclerc et Anaël Pigeat, Flammarion, 2023,  (ISBN 979-10-96209-16-3).

## Galerie

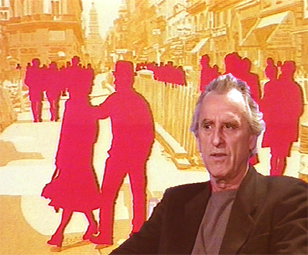
Gérard Fromanger
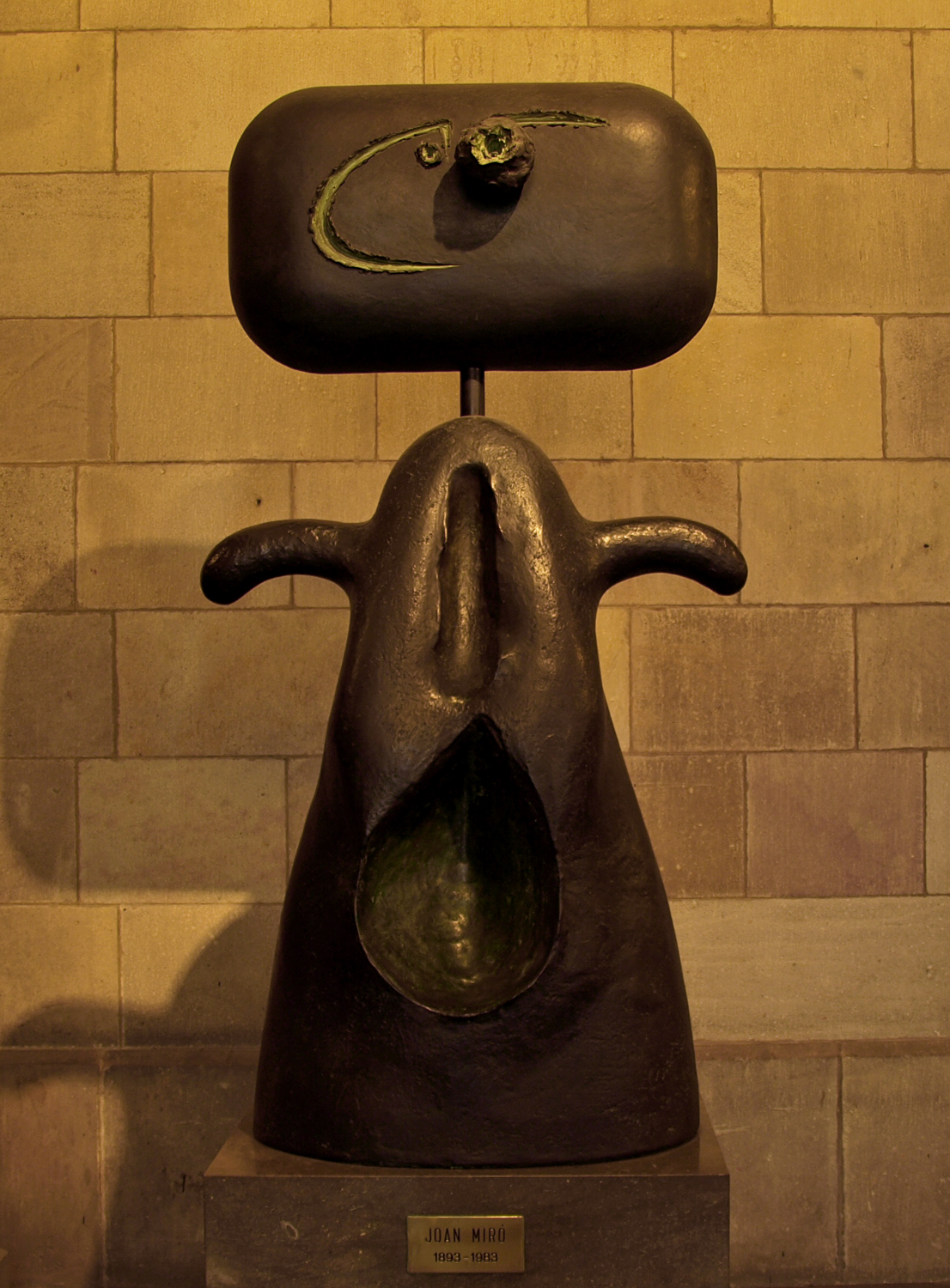
Femme «Mujer» - Joan Miró - 1983 (œuvre visible aux Capucins lors de l'exposition consacrée à l'artiste en 2013)
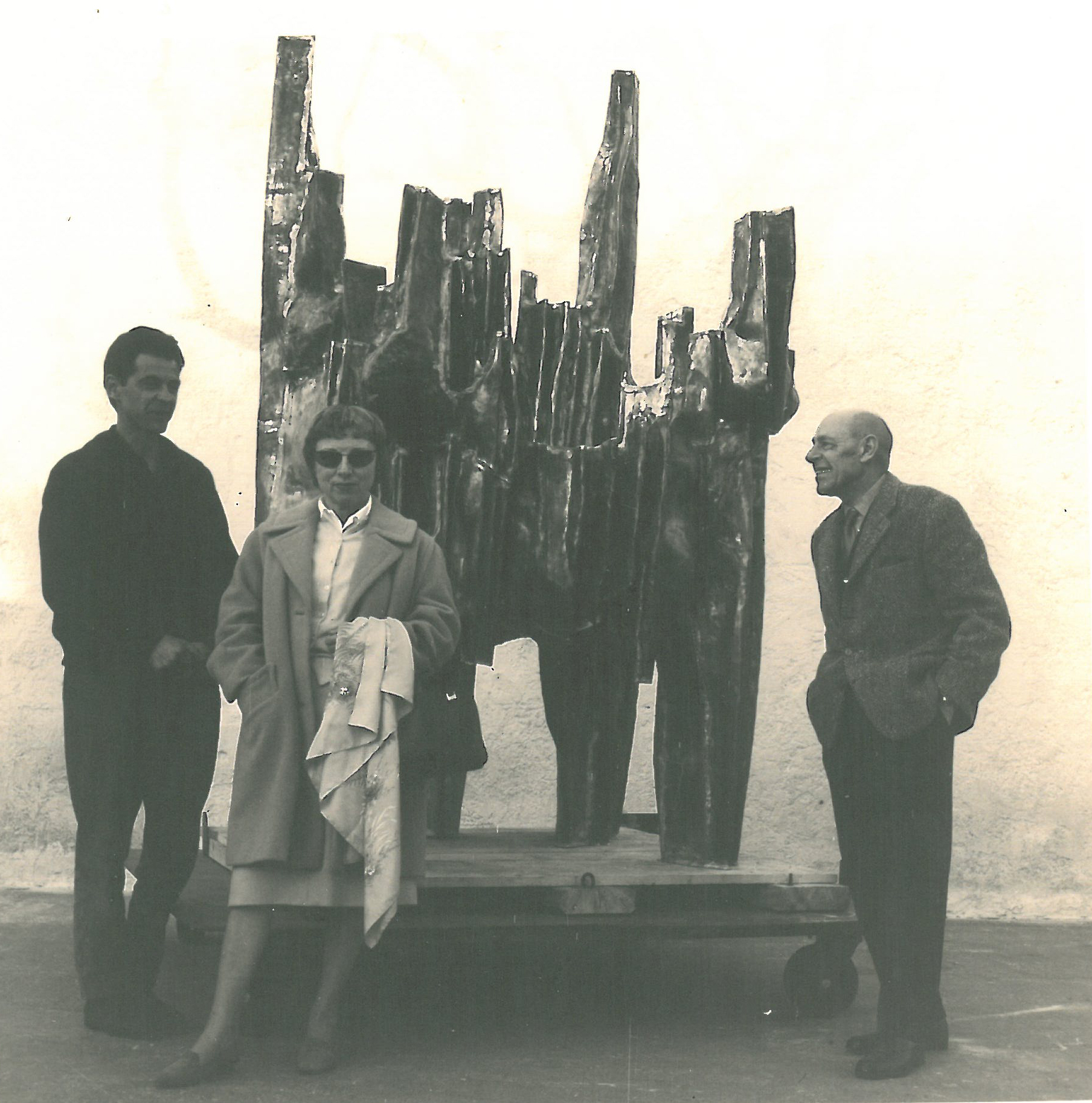
Jean Vincent de Crozals, Jean Dubuffet (à droite) et son épouse à Gaudissart en 1964
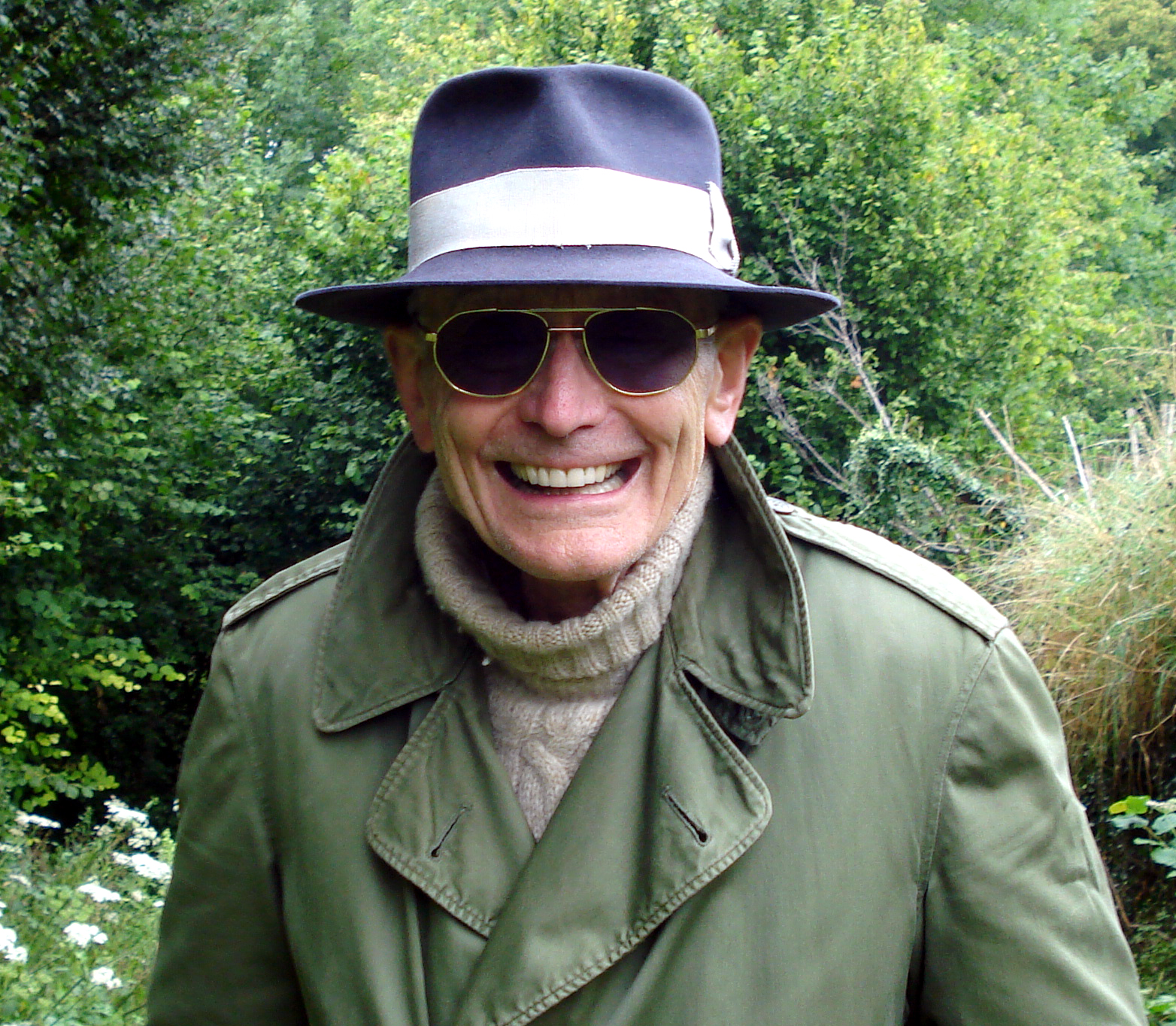
Jacques Monory en 2009
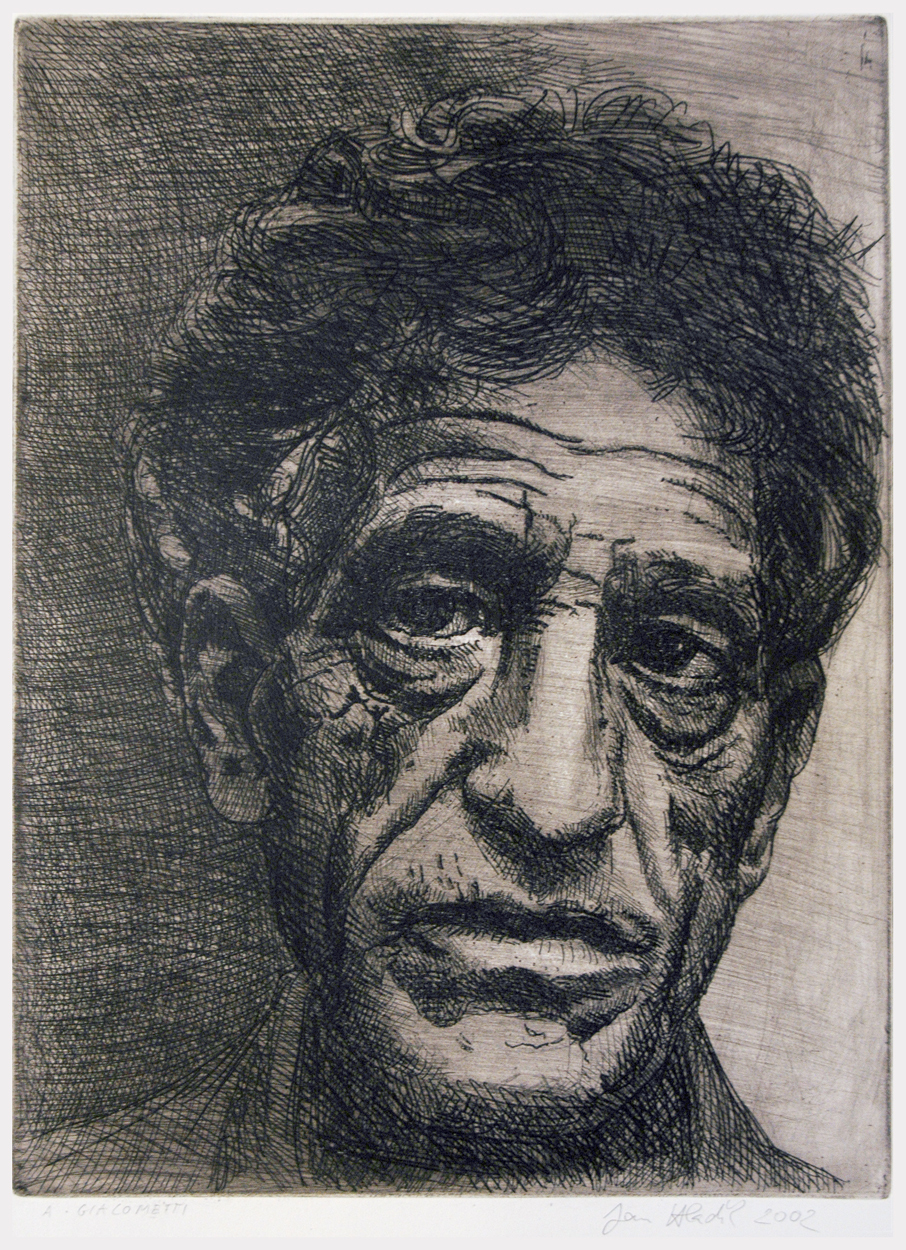
Alberto Giacometti, par Jan Hladik en 2002
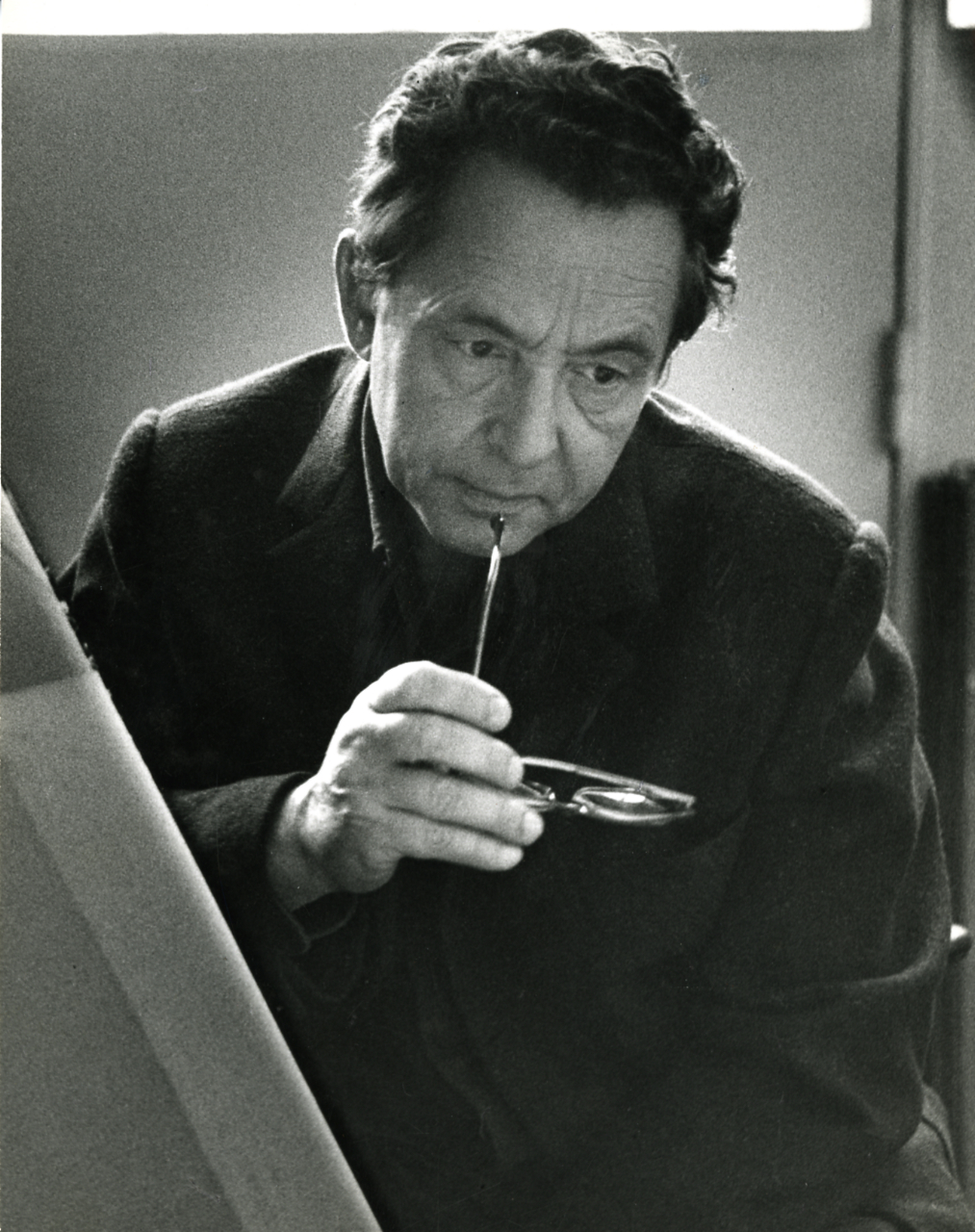
Hans Hartung
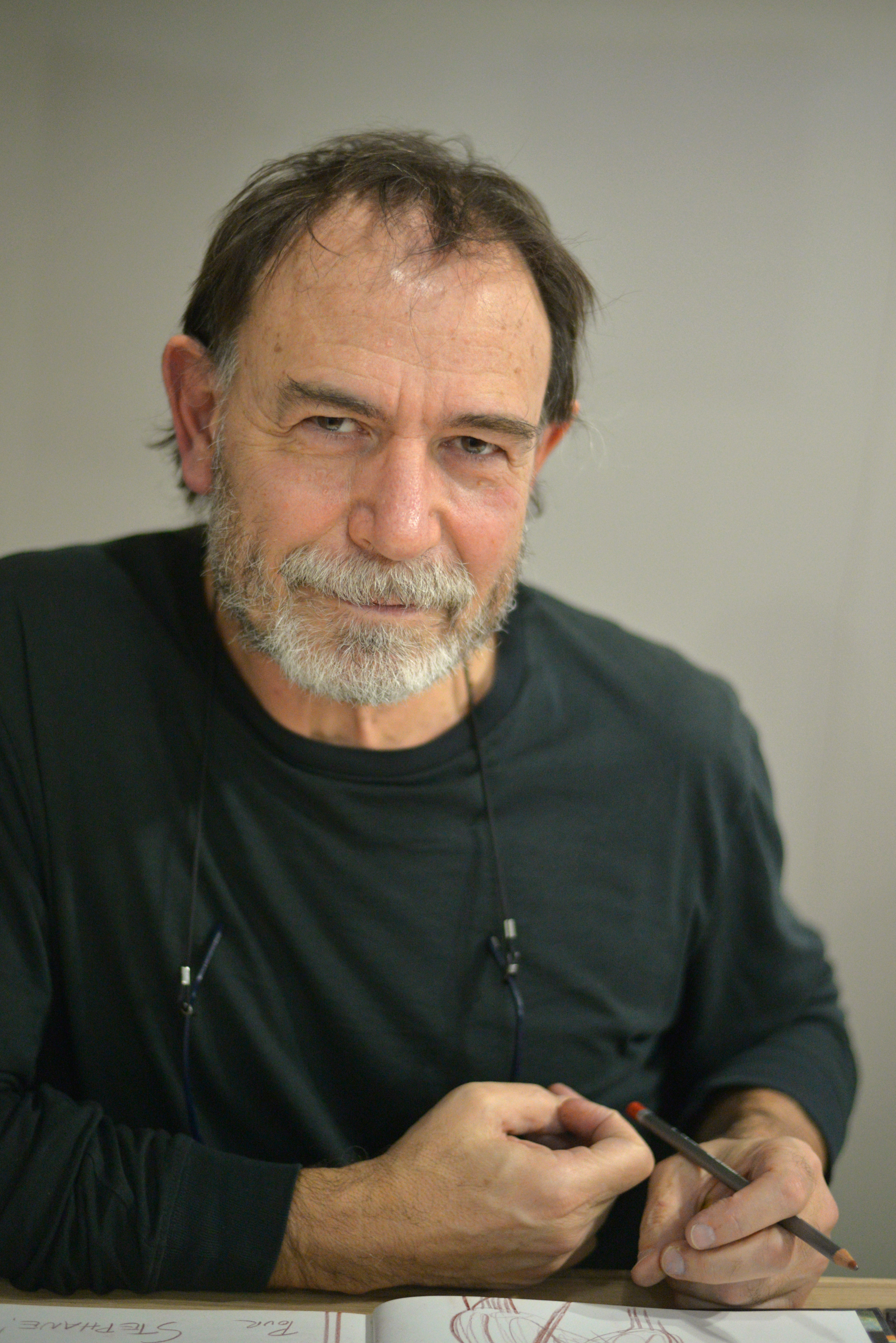
Lorenzo Mattotti en 2015

## Récompense
- Victoires de la Bretagne : Victoire du tourisme 2018